# Jurij Kruppa
Jurij Kruppa (in russo Юрий Круппа?; 21 giugno 1964) è uno scacchista ucraino, fino al 1991 sovietico, Grande maestro.

## Principali risultati
- 1986  – 2º al campionato ucraino
- 1988  – 3º al campionato ucraino (ripetuto nel 1990)
- 1990  – 1º a Cherson
- 1994  – vince il campionato ucraino ad Alušta
- 1995  – ottiene il titolo di Grande Maestro
- 1997  – vince l'open di Cappelle-la-Grande; pari primo a Berlino
- 2000  – pari primo a Kiev con Viorel Iordăchescu e Vladimir Baklan
- 2001  – pari secondo a Parigi
- 2005  – 2º a Kiev (ripetuto nel 2006, 2007 e 2008)

Ha raggiunto il massimo rating Elo nel luglio 1999, con 2603 punti.